# Cambra de Diputades i Diputats de Xile

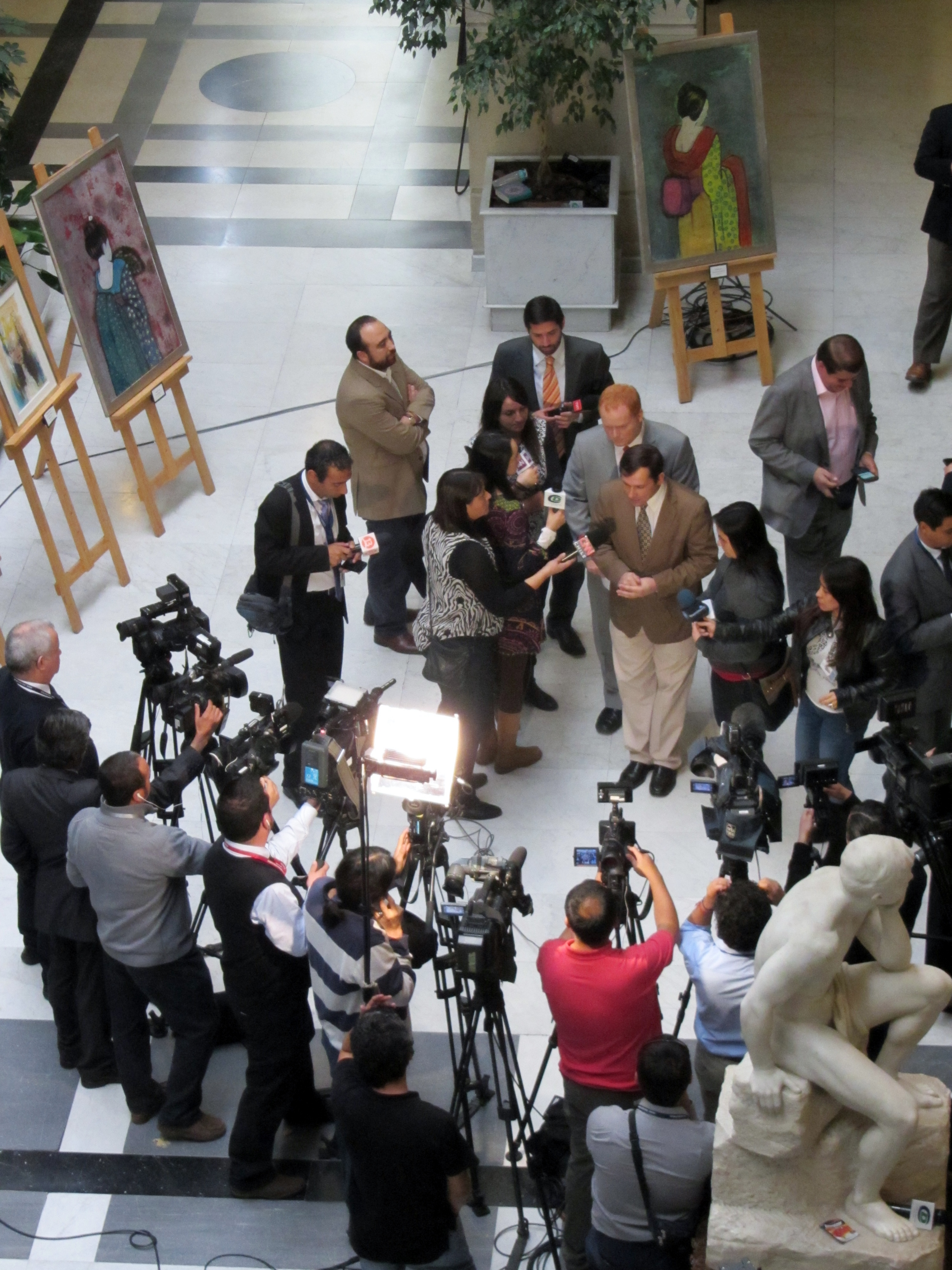
Un grup de diputats contesten preguntes de la premsa a la seu de Congrés.

La Cambra de Diputades i Diputats de Xile és la cambra baixa del Poder Legislatiu de Xile, i junt amb el Senat conformen les dues cambres del Congrés Nacional. La seva composició i atribucions estan establertes en el capítol V de la Constitució Política de Xile, entre les seves funcions més importants es troba la de participar en l'elaboració de les lleis al costat del Senat i del president de la República.
Té com a funció exclusiva fiscalitzar els actes del govern i iniciar les acusacions constitucionals contra els ministres d'Estat o el president de la República. La llei de pressupostos i tota legislació que impliqui despeses o imposicions, es discuteix i s'aprova primer en aquesta cambra per passar-la al Senat.
El 2019, la Comissió de Règim Intern de la corporació va aprovar el canvi de nom a «Cambra de Diputades i Diputats de Xile» en un esforç per impulsar el llenguatge no sexista en el treball legislatiu. Aquest canvi va constar de dues etapes: la primera, modificar el nom institucional del logotip, les comunicacions i senyalístiques internes, realitzat al març de 2020; segon, una modificació del nom en cossos legals com la Constitució, qüestió que no s'ha dut a terme.
Des del 7 d'abril de 2020, la presidència de la Cambra de Diputades i Diputats de Xile l'ocupa el diputat Diego Paulsen, membre del partit Renovació Nacional.

## Composició
Per la Constitució Política de 1828, els diputats es triaven per votació directa en representació de les províncies per un període de 2 anys reelegibles indefinidament. Cada província elegia a un diputat a raó d'1 per cada 15.000 habitants i fracció que no baixi de 7.000.
Segons la Constitució Política de 1833 es triava un diputat per votació directa per cada departament del territori. El seu període tenia una durada de 3 anys reelegibles indefinidament. Corresponia un diputat per cada 20.000 persones i fracció superior a 10.000. Amb la reforma de 1874 va passar a ser un diputat per cada 20.000 persones i fracció superior de 12.000. El 1887 un diputat per cada 30.000 habitants i per fracció superior de 15.000. L'assignació de càrrecs era per llista completa (1833-1874) i vot acumulatiu (1874-1924).
Per la Constitució Política de 1925 es triava un diputat per votació directa per cada departament o agrupació de departament. Corresponia un diputat per cada 30.000 persones i fracció superior de 15.000. La qual cosa van passar d'un total de 132 diputats l'any 1925 a 150 el 1970. El seu període tenia una durada de 4 anys reelegibles indefinidament. En cada agrupació o departament es distribuïa proporcionalment (mètode d'Hondt) els càrrecs electes, segons els vots que cada llista obtenia.
En cas de vacant d'un escó per defunció, incapacitat o inhabilitat i faltant més d'un any per a la propera elecció, es procedia a una elecció complementària per reemplaçar aquesta vacant.
D'acord a la Constitució Política de 1980, la cambra alta està integrada per 120 membres elegits per votació directa per quatre anys, en representació dels 60 districtes electorals en què es troba dividit el país (article 43è de la Constitució Política). Es pot reelegir de forma indefinida, però un diputat no pot ser ministre d'Estat o un altre càrrec que l'inhabiliti o posseir un altre càrrec d'elecció popular. Cada districte tria dos diputats. Si una llista duplica en vots a la llista que li segueix, obté els dos diputats. En cas contrari, les dues llistes majoritàries trien un diputat cadascuna.
Després de la reforma constitucional de 2015 que va establir 28 districtes electorals i el canvi a un sistema electoral proporcional s'aplicarà a partir de la nova composició del LV període legislatiu del Congrés Nacional de Xile electe de les Eleccions Parlamentàries de 2017.

## Diputades i Diputats

### Reemplaçament en cas de vacant
En cas que un escó quedi vacant per mort, incapacitat o inhabilitat, originalment la Constitució de 1980 establia que eren els membres de la cambra els que havien de procedir a escollir la persona que substituiria al parlamentari que provocava la vacant. Aquest mecanisme no va arribar a funcionar.
En la reforma constitucional de 1989, abans de l'elecció del nou parlament, es va establir que havia d'assumir el càrrec el company de llista del parlamentari que havia provocat la vacant. En cas de ser independent l'escó quedava buit i no era reemplaçat.
La reforma constitucional de 2005 consagra que el reemplaçament és nomenat per la taula directiva del seu partit que es trobava en ser electe i en cas de ser independent l'escó queda buit i no és reemplaçat.

### Remuneracions i dietes
Els diputats perceben una remuneració per l'exercici del seu càrrec, anomenada dieta parlamentària, que d'acord amb l'article 62 de la Constitució Política de la República, incloses totes les assignacions que a aquests els correspongui. El 2019, el sou brut mensual de la dieta, és a dir, sense considerar els descomptes legals o obligatoris —impostos i imposicions de seguretat social—, és de 9.349.851 PCL $ (10.645,39 €).
Per concepte d'assignacions, els diputats reben $ 5.760.000 (6.558,12 €), dels quals $ 2.077.000 (2.364,79 €) són per a despeses de representació i no han de ser rendits. A més compten amb una assignació de $ 846.000 (963,22 €) per a combustible, 48 bitllets d'avió d'anada i tornada a l'any per a destinacions nacionals i 12 passatges d'avió anuals ampliables a altres persones; per passatges a l'estranger, posseeixen un descompte del 10% amb la companyia LAN Airlines. A més compten amb estacionaments exclusius a l'Aeroport Arturo Merino Benítez i xofer personal per als seus trasllats en el vehicle fiscal assignat.
La cambra cobreix les despeses de secretaria personal dels diputats, el pagament de la factura telefònica de l'oficina al Congrés (només de trucades nacionals), l'arrendament d'una seu al districte respectiu, amb accés a Internet i altres serveis, dos ordinadors i una impressora, més 1000 fotocòpies mensuals. Totes aquestes despeses no poden superar els CLP $ 2.200.000 (2.504,84 €) mensuals.
L'Institut Nacional d'Esports dona als diputats una credencial per assistir gratis als partits de la Primera Divisió a l'Estadi Nacional, amb un acompanyant. L'ANFP els dona un descompte aproximat del 40% per a tres partits internacionals; a més, els diputats disposen d'estacionaments gratuïts en el sector Anita Lizana de l'estadi.

### Membres actuals
Els diputats de la República són tractats protocol·làriament amb l'assignació del títol «honorable», per tant es refereix a ells com «honorable diputat» o «honorable diputada». Actualment, només el 22,58% d'escons són ocupats per dones (35 de 155).
| Regió                                        | Districte | Diputat/da                            | Partit      | Partit |
| -------------------------------------------- | --------- | ------------------------------------- | ----------- | ------ |
| Regió d'Àrica i Parinacota (3)               | 1         | Vlado Mirosevic Verdugo               | PL          |        |
| Regió d'Àrica i Parinacota (3)               | 1         | Nino Baltolu Rasera                   | UDI         |        |
| Regió d'Àrica i Parinacota (3)               | 1         | Luis Rocafull López                   | PS          |        |
| Regió de Tarapacá (3)                        | 2         | Renzo Trisotti Martínez               | UDI         |        |
| Regió de Tarapacá (3)                        | 2         | Ramón Galleguillos Castillo           | RN          |        |
| Regió de Tarapacá (3)                        | 2         | Hugo Gutiérrez Gálvez                 | PC          |        |
| Regió d'Antofagasta (5)                      | 3         | Paulina Núñez Urrutia                 | RN          |        |
| Regió d'Antofagasta (5)                      | 3         | José Miguel Castro Bascuñán           | RN          |        |
| Regió d'Antofagasta (5)                      | 3         | Marcela Hernando Pérez                | PR          |        |
| Regió d'Antofagasta (5)                      | 3         | Esteban Velásquez Núñez               | FREVS       |        |
| Regió d'Antofagasta (5)                      | 3         | Catalina Pérez Salinas                | RD          |        |
| Regió d'Atacama (5)                          | 4         | Daniella Cicardini Milla              | PS          |        |
| Regió d'Atacama (5)                          | 4         | Juan Santana Castillo                 | PS          |        |
| Regió d'Atacama (5)                          | 4         | Sofía Cid Versalovic                  | RN          |        |
| Regió d'Atacama (5)                          | 4         | Nicolás Noman Garrido                 | UDI         |        |
| Regió d'Atacama (5)                          | 4         | Jaime Mulet Martínez                  | FREVS       |        |
| Regió de Coquimbo (7)                        | 5         | Sergio Gahona Salazar                 | UDI         |        |
| Regió de Coquimbo (7)                        | 5         | Juan Manuel Fuenzalida Cobo           | UDI         |        |
| Regió de Coquimbo (7)                        | 5         | Francisco Eguiguren Correa            | RN          |        |
| Regió de Coquimbo (7)                        | 5         | Pedro Velásquez Seguel                | Ind.        |        |
| Regió de Coquimbo (7)                        | 5         | Daniel Núñez Arancibia                | PC          |        |
| Regió de Coquimbo (7)                        | 5         | Raúl Saldívar Auger                   | PS          |        |
| Regió de Coquimbo (7)                        | 5         | Matías Walker Prieto                  | DC          |        |
| Regió de Valparaíso (16)                     | 6         | Andrés Longton Herrera                | RN          |        |
| Regió de Valparaíso (16)                     | 6         | Luis Pardo Sainz                      | RN          |        |
| Regió de Valparaíso (16)                     | 6         | Camila Flores Oporto                  | RN          |        |
| Regió de Valparaíso (16)                     | 6         | Pablo Kast Sommerhoff                 | Ind-Evópoli |        |
| Regió de Valparaíso (16)                     | 6         | Marcelo Schilling Rodríguez           | PS          |        |
| Regió de Valparaíso (16)                     | 6         | Carolina Marzán Pinto                 | PPD         |        |
| Regió de Valparaíso (16)                     | 6         | Daniel Verdessi Belemmi               | DC          |        |
| Regió de Valparaíso (16)                     | 6         | Diego Ibáñez Cotroneo                 | CS          |        |
| Regió de Valparaíso (16)                     | 7         | María José Hoffmann Opazo             | UDI         |        |
| Regió de Valparaíso (16)                     | 7         | Osvaldo Urrutia Soto                  | UDI         |        |
| Regió de Valparaíso (16)                     | 7         | Andrés Celis Montt                    | RN          |        |
| Regió de Valparaíso (16)                     | 7         | Rodrigo González Torres               | PPD         |        |
| Regió de Valparaíso (16)                     | 7         | Marcelo Díaz Díaz                     | Unir        |        |
| Regió de Valparaíso (16)                     | 7         | Víctor Torres Jeldes                  | DC          |        |
| Regió de Valparaíso (16)                     | 7         | Camila Rojas Valderrama               | Comunes     |        |
| Regió de Valparaíso (16)                     | 7         | Jorge Brito Hasbún                    | RD          |        |
| Regió Metropolitana de Santiago (47)         | 8         | Joaquín Lavín León                    | UDI         |        |
| Regió Metropolitana de Santiago (47)         | 8         | Patricio Melero Abaroa                | UDI         |        |
| Regió Metropolitana de Santiago (47)         | 8         | Camilo Morán Bahamondes               | RN          |        |
| Regió Metropolitana de Santiago (47)         | 8         | Gabriel Silber Romo                   | DC          |        |
| Regió Metropolitana de Santiago (47)         | 8         | Pepe Auth Steward                     | Ind.        |        |
| Regió Metropolitana de Santiago (47)         | 8         | Carmen Hertz Cádiz                    | PC          |        |
| Regió Metropolitana de Santiago (47)         | 8         | Claudia Mix Jiménez                   | Comunes     |        |
| Regió Metropolitana de Santiago (47)         | 8         | Pablo Vidal Rojas                     | Ind.        |        |
| Regió Metropolitana de Santiago (47)         | 9         | Karol Cariola Oliva                   | PC          |        |
| Regió Metropolitana de Santiago (47)         | 9         | Boris Barrera Moreno                  | PC          |        |
| Regió Metropolitana de Santiago (47)         | 9         | Érika Olivera de la Fuente            | Ind-RN      |        |
| Regió Metropolitana de Santiago (47)         | 9         | Jorge Durán Espinoza                  | RN          |        |
| Regió Metropolitana de Santiago (47)         | 9         | Sebastián Keitel Bianchi              | Ind-Evópoli |        |
| Regió Metropolitana de Santiago (47)         | 9         | Maite Orsini Pascal                   | RD          |        |
| Regió Metropolitana de Santiago (47)         | 9         | Cristina Girardi Lavín                | PPD         |        |
| Regió Metropolitana de Santiago (47)         | 10        | Giorgio Jackson Drago                 | RD          |        |
| Regió Metropolitana de Santiago (47)         | 10        | Natalia Castillo Muñoz                | Ind.        |        |
| Regió Metropolitana de Santiago (47)         | 10        | Gonzalo Winter Etcheberry             | CS          |        |
| Regió Metropolitana de Santiago (47)         | 10        | Tomás Fuentes Barros                  | RN          |        |
| Regió Metropolitana de Santiago (47)         | 10        | Sebastián Torrealba Alvarado          | RN          |        |
| Regió Metropolitana de Santiago (47)         | 10        | Jorge Alessandri Vergara              | UDI         |        |
| Regió Metropolitana de Santiago (47)         | 10        | Luciano Cruz-Coke Carvallo            | Evópoli     |        |
| Regió Metropolitana de Santiago (47)         | 10        | Maya Fernández Allende                | PS          |        |
| Regió Metropolitana de Santiago (47)         | 11        | Gonzalo Fuenzalida Figueroa           | RN          |        |
| Regió Metropolitana de Santiago (47)         | 11        | Catalina del Real Mihovilovic         | RN          |        |
| Regió Metropolitana de Santiago (47)         | 11        | Karin Luck Urban                      | RN          |        |
| Regió Metropolitana de Santiago (47)         | 11        | Francisco Undurraga Gazitúa           | Evópoli     |        |
| Regió Metropolitana de Santiago (47)         | 11        | Guillermo Ramírez Diez                | UDI         |        |
| Regió Metropolitana de Santiago (47)         | 11        | Tomás Hirsch Goldschmidt              | Ind.        |        |
| Regió Metropolitana de Santiago (47)         | 12        | Ximena Ossandón Irarrázabal           | RN          |        |
| Regió Metropolitana de Santiago (47)         | 12        | Leopoldo Pérez Lahsen                 | RN          |        |
| Regió Metropolitana de Santiago (47)         | 12        | Álvaro Carter Fernández               | Ind.        |        |
| Regió Metropolitana de Santiago (47)         | 12        | Camila Vallejo Downing                | PC          |        |
| Regió Metropolitana de Santiago (47)         | 12        | Amaro Labra Sepúlveda                 | PC          |        |
| Regió Metropolitana de Santiago (47)         | 12        | Pamela Jiles Moreno                   | PH          |        |
| Regió Metropolitana de Santiago (47)         | 12        | Miguel Crispi Serrano                 | RD          |        |
| Regió Metropolitana de Santiago (47)         | 13        | Guillermo Teillier del Valle          | PC          |        |
| Regió Metropolitana de Santiago (47)         | 13        | Tucapel Jiménez Fuentes               | PPD         |        |
| Regió Metropolitana de Santiago (47)         | 13        | Eduardo Durán Salinas                 | RN          |        |
| Regió Metropolitana de Santiago (47)         | 13        | Cristhian Moreira Barros              | UDI         |        |
| Regió Metropolitana de Santiago (47)         | 13        | Gael Yeomans Araya                    | CS          |        |
| Regió Metropolitana de Santiago (47)         | 14        | Raúl Leiva Carvajal                   | PS          |        |
| Regió Metropolitana de Santiago (47)         | 14        | Leonardo Soto Ferrada                 | PS          |        |
| Regió Metropolitana de Santiago (47)         | 14        | Marisela Santibáñez Novoa             | PC          |        |
| Regió Metropolitana de Santiago (47)         | 14        | Juan Antonio Coloma Álamos            | UDI         |        |
| Regió Metropolitana de Santiago (47)         | 14        | Nora Cuevas Contreras                 | UDI         |        |
| Regió Metropolitana de Santiago (47)         | 14        | Renato Garín González                 | Ind.        |        |
| Regió d'O'Higgins (9)                        | 15        | Javier Macaya Danús                   | UDI         |        |
| Regió d'O'Higgins (9)                        | 15        | Issa Kort Garriga                     | UDI         |        |
| Regió d'O'Higgins (9)                        | 15        | Diego Schalper Sepúlveda              | Ind-RN      |        |
| Regió d'O'Higgins (9)                        | 15        | Juan Luis Castro González             | PS          |        |
| Regió d'O'Higgins (9)                        | 15        | Raúl Soto Mardones                    | Ind-PPD     |        |
| Regió d'O'Higgins (9)                        | 16        | Alejandra Sepúlveda Orbenes           | FREVS       |        |
| Regió d'O'Higgins (9)                        | 16        | Ramón Barros Montero                  | UDI         |        |
| Regió d'O'Higgins (9)                        | 16        | Virginia Troncoso Hellman             | Ind.        |        |
| Regió d'O'Higgins (9)                        | 16        | Cosme Mellado Pino                    | PR          |        |
| Regió del Maule (11)                         | 17        | Celso Morales Muñoz                   | UDI         |        |
| Regió del Maule (11)                         | 17        | Pedro Pablo Álvarez-Salamanca Ramírez | UDI         |        |
| Regió del Maule (11)                         | 17        | Hugo Rey Martínez                     | RN          |        |
| Regió del Maule (11)                         | 17        | Pablo Prieto Lorca                    | Ind-RN      |        |
| Regió del Maule (11)                         | 17        | Pablo Lorenzini Basso                 | Ind.        |        |
| Regió del Maule (11)                         | 17        | Alexis Sepúlveda Soto                 | PR          |        |
| Regió del Maule (11)                         | 17        | Florcita Alarcón Rojas                | Ind.        |        |
| Regió del Maule (11)                         | 18        | Ignacio Urrutia Bonilla               | PLR         |        |
| Regió del Maule (11)                         | 18        | Rolando Rentería Moller               | UDI         |        |
| Regió del Maule (11)                         | 18        | Jaime Naranjo Ortiz                   | PS          |        |
| Regió del Maule (11)                         | 18        | Manuel José Matta Aragay              | DC          |        |
| Regió de Nyuble (5)                          | 19        | Jorge Sabag Villalobos                | DC          |        |
| Regió de Nyuble (5)                          | 19        | Frank Sauerbaum Muñoz                 | RN          |        |
| Regió de Nyuble (5)                          | 19        | Gustavo Sanhueza Dueñas               | UDI         |        |
| Regió de Nyuble (5)                          | 19        | Carlos Abel Jarpa Wevar               | Ind.        |        |
| Regió de Nyuble (5)                          | 19        | Loreto Carvajal Ambiado               | PPD         |        |
| Regió del Bio-Bío (13)                       | 20        | Gastón Saavedra Chandía               | PS          |        |
| Regió del Bio-Bío (13)                       | 20        | Jaime Tohá González                   | PS          |        |
| Regió del Bio-Bío (13)                       | 20        | José Miguel Ortiz Novoa               | DC          |        |
| Regió del Bio-Bío (13)                       | 20        | Enrique van Rysselberghe Herrera      | UDI         |        |
| Regió del Bio-Bío (13)                       | 20        | Sergio Bobadilla Muñoz                | UDI         |        |
| Regió del Bio-Bío (13)                       | 20        | Francesca Muñoz González              | RN          |        |
| Regió del Bio-Bío (13)                       | 20        | Leonidas Romero Sáez                  | RN          |        |
| Regió del Bio-Bío (13)                       | 20        | Félix González Gatica                 | PEV         |        |
| Regió del Bio-Bío (13)                       | 21        | Iván Norambuena Farías                | UDI         |        |
| Regió del Bio-Bío (13)                       | 21        | Cristóbal Urruticoechea Ríos          | Ind.        |        |
| Regió del Bio-Bío (13)                       | 21        | José Pérez Arriagada                  | PR          |        |
| Regió del Bio-Bío (13)                       | 21        | Manuel Monsalve Benavides             | PS          |        |
| Regió del Bio-Bío (13)                       | 21        | Joanna Pérez Olea                     | DC          |        |
| Regió de l'Araucania (11)                    | 22        | Diego Paulsen Kehr                    | RN          |        |
| Regió de l'Araucania (11)                    | 22        | Jorge Rathgeb Schifferli              | RN          |        |
| Regió de l'Araucania (11)                    | 22        | Mario Venegas Cárdenas                | DC          |        |
| Regió de l'Araucania (11)                    | 22        | Andrea Parra Sauterel                 | PPD         |        |
| Regió de l'Araucania (11)                    | 23        | René Saffirio Espinoza                | Ind.        |        |
| Regió de l'Araucania (11)                    | 23        | Andrés Molina Magofke                 | Evópoli     |        |
| Regió de l'Araucania (11)                    | 23        | Sebastián Álvarez Ramírez             | Evópoli     |        |
| Regió de l'Araucania (11)                    | 23        | René Manuel García García             | RN          |        |
| Regió de l'Araucania (11)                    | 23        | Miguel Mellado Suazo                  | RN          |        |
| Regió de l'Araucania (11)                    | 23        | Ricardo Celis Araya                   | PPD         |        |
| Regió de l'Araucania (11)                    | 23        | Fernando Meza Moncada                 | Ind.        |        |
| Regió de Los Ríos (5)                        | 24        | Bernardo Berger Fett                  | Ind.        |        |
| Regió de Los Ríos (5)                        | 24        | Gastón von Mühlenbrock Zamora         | UDI         |        |
| Regió de Los Ríos (5)                        | 24        | Marcos Ilabaca Cerda                  | PS          |        |
| Regió de Los Ríos (5)                        | 24        | Patricio Rosas Barrientos             | Ind.        |        |
| Regió de Los Ríos (5)                        | 24        | Iván Flores García                    | DC          |        |
| Regió de Los Lagos (9)                       | 25        | Fidel Espinoza Sandoval               | PS          |        |
| Regió de Los Lagos (9)                       | 25        | Emilia Nuyado Ancapichún              | PS          |        |
| Regió de Los Lagos (9)                       | 25        | Harry Jürgensen Rundshagen            | Ind.        |        |
| Regió de Los Lagos (9)                       | 25        | Javier Hernández Hernández            | UDI         |        |
| Regió de Los Lagos (9)                       | 26        | Alejandro Santana Tirachini           | RN          |        |
| Regió de Los Lagos (9)                       | 26        | Carlos Kuschel Silva                  | RN          |        |
| Regió de Los Lagos (9)                       | 26        | Jenny Álvarez Vera                    | PS          |        |
| Regió de Los Lagos (9)                       | 26        | Gabriel Ascencio Mansilla             | DC          |        |
| Regió de Los Lagos (9)                       | 26        | Alejandro Bernales Maldonado          | PL          |        |
| Regió d'Aysén (3)                            | 27        | Miguel Ángel Calisto Águila           | DC          |        |
| Regió d'Aysén (3)                            | 27        | Aracely Leuquén Uribe                 | RN          |        |
| Regió d'Aysén (3)                            | 27        | René Alinco Bustos                    | Ind.        |        |
| Regió de Magallanes i l'Antàrtica Xilena (3) | 28        | Gabriel Boric Font                    | CS          |        |
| Regió de Magallanes i l'Antàrtica Xilena (3) | 28        | Sandra Amar Mancilla                  | Ind.        |        |
| Regió de Magallanes i l'Antàrtica Xilena (3) | 28        | Karim Bianchi Retamales               | Ind-PR      |        |

#### Mesa directiva
La Mesa Directiva de la corporació es compon d'un president, un primer vicepresident i un segon vicepresident. La Taula actual de la Cambra és la següent;
| President            |  | Diego Paulsen Kehr          |  | Renovació Nacional       |
| Vicepresident Primer |  | Francisco Undurraga Gazitua |  | Evolució Política        |
| Vicepresident Segon  |  | Rodrigo González Torres     |  | Partit per la Democràcia |

## Nivells d'aprovació

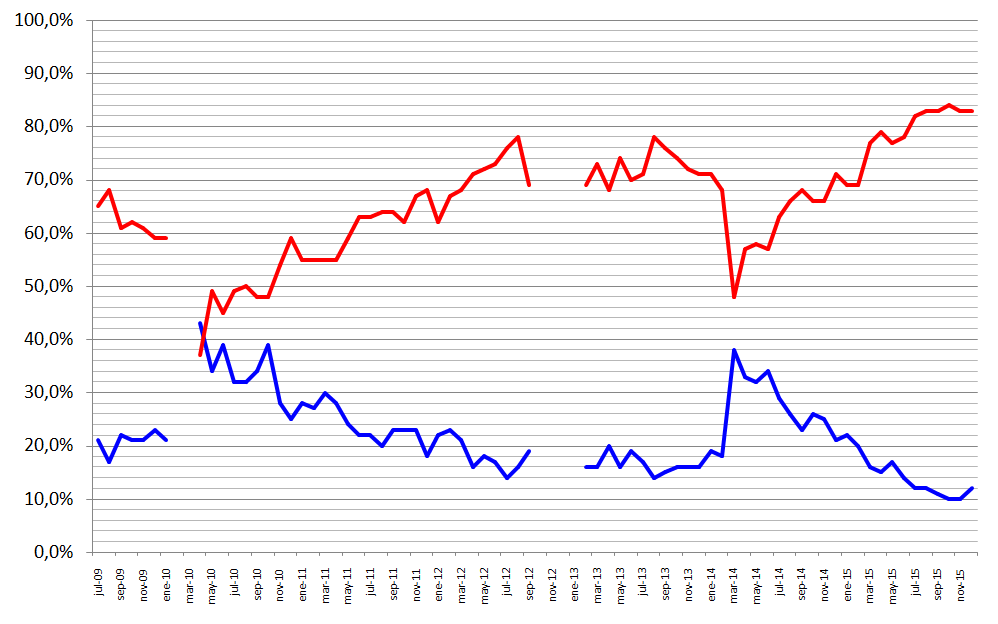
Percentatge d'aprovació.
Percentatge de rebuig.

Segons l'enquesta Adimark, durant tot el primer Govern de Sebastián Piñera, des de març de 2010 fins a la data, la Cambra de Diputats de Xile mai ha comptat amb una aprovació ciutadana superior al 50%. Per contra, el seu percentatge d'aprovació ha seguit una tendència decreixent, aconseguint un mínim de 14% el juliol de 2012 i agost de 2013. El percentatge de reprovació, per la seva banda, ha seguit una tendència creixent, que l'agost de 2012 i agost de 2013 va assolir un màxim del 78%.